# Copa Mundial de Fútbol Americano de 2019
La Copa Mundial de Fútbol Americano de 2019 sería la sexta edición que se realiza desde 1999 organizada por la Federación Internacional de Fútbol Americano. El torneo tendría su sede en Wollongong, Nueva Gales del Sur, Australia.
La Federación Internacional de Fútbol Americano optó por posponer el campeonato ante la baja de naciones y dar avance al siguiente proceso mundialista del 2023.
El torneo estaba originalmente programado para disputarse entre 29 de julio del 2019 al 5 de agosto del 2019.

## Sedes
El 13 de julio de 2018 la Federación Internacional de Fútbol Americano anuncia a Australia como la organizadora de la sexta edición del torneo. Siendo la primera vez que se celebra en el continente de Oceanía. 
El 7 de septiembre de 2018 Gridiron Australia anuncia a Wollongong, Nueva Gales del Sur como la ciudad sede del mundial, siendo el Wollongong Showground, conocido como WIN Stadium como el principal recinto para disputar los partidos. Albergando un total de 16 partidos de la Copa Mundial.
| Wollongong                        | WollongongWollongong (Australia) |
| --------------------------------- | -------------------------------- |
| Nueva Gales del Sur AEST (UTC-10) | WollongongWollongong (Australia) |
| WIN Stadium                       | WollongongWollongong (Australia) |
| Capacidad: 22,000                 | WollongongWollongong (Australia) |
|                                   | WollongongWollongong (Australia) |

## Clasificación
| Confederación | Evento de clasificación                  | Fecha                             | Lugar          | Vacantes | Clasificados             |
| ------------- | ---------------------------------------- | --------------------------------- | -------------- | -------- | ------------------------ |
| Oceanía       | Organizador                              | 13 de julio de 2018               |                | 1        | Australia                |
| América       | Copa Mundial de Fútbol Americano de 2011 | 18 de julio de 2015               | Estados Unidos | 1        | Estados Unidos           |
| América       | Clasificación de América                 |                                   |                | 2        | Canadá México            |
| Asia          | Representante de Asia                    |                                   |                | 1        | Japón                    |
| Europa        | Campeonato Europeo 2018                  | 29 de julio – 8 de agosto de 2018 | Finlandia      | 3        | Francia Austria Alemania |
| Total         |                                          |                                   |                | 8        |                          |

## Cancelación
El 23 de octubre de 2018 la Federación de Fútbol American de Austria decide rechazar su participación en el Mundial debido a tener conflictos con los calendarios de la liga local y el torneo, además de los altos costos para su participación. Con esto marca la segunda ocasión que Austria rechaza su participación al igual que en la Copa Mundial de Fútbol Americano de 2015.
Ante la baja de la selección de Austria, varias selecciones nacionales optaron por rechazar la invitación al Mundial como es el caso de Canadá, México, Alemania y Francia. Debido principalmente a los altos costos necesarios para su participación.
El 6 de diciembre de 2018 la Federación Internacional de Fútbol Americano optó por posponer el campeonato ante la baja de naciones y dar avance al siguiente proceso mundialista del 2023, manteniendo a Australia como la sede del Mundial. 
Según Richard MacLean, presidente de la IFAF, al no poder contar con los principales contendientes en tan poco tiempo fue la principal razón para su reprogramación. Al menos los cuatro años de anticipación para conocer las sedes internacionales del torneo son necesarios para hacer una buena planeación y por eso la IFAF buscará hacer las cosas diferentes, afirmó MacLean.
- Datos: Q115439184